# SP-171
La SP-171 (llamada también Estrada Real) es una autopista estadual de San Pablo, Brasil. 
Con 70 kilómetros de extensión, atraviesa de norte a sur toda la microrregión de Paraibuna y Paraitinga, partiendo de Guaratinguetá, pasando por Cunha y finalizando al límite estadual entre San Pablo e Río de Janeiro, desde donde continua, con más 20 kilómetros, hacia Paraty con el nombre de RJ-165 Estrada Parque Paraty-Cunha.